# Crise hydrique au Cap

Ce graphique montre le volume total de l'eau stockée dans les six principaux réservoirs de l'ouest de la province du Cap à partir du 30 juin 2013 jusqu'au 31 mars 2018.

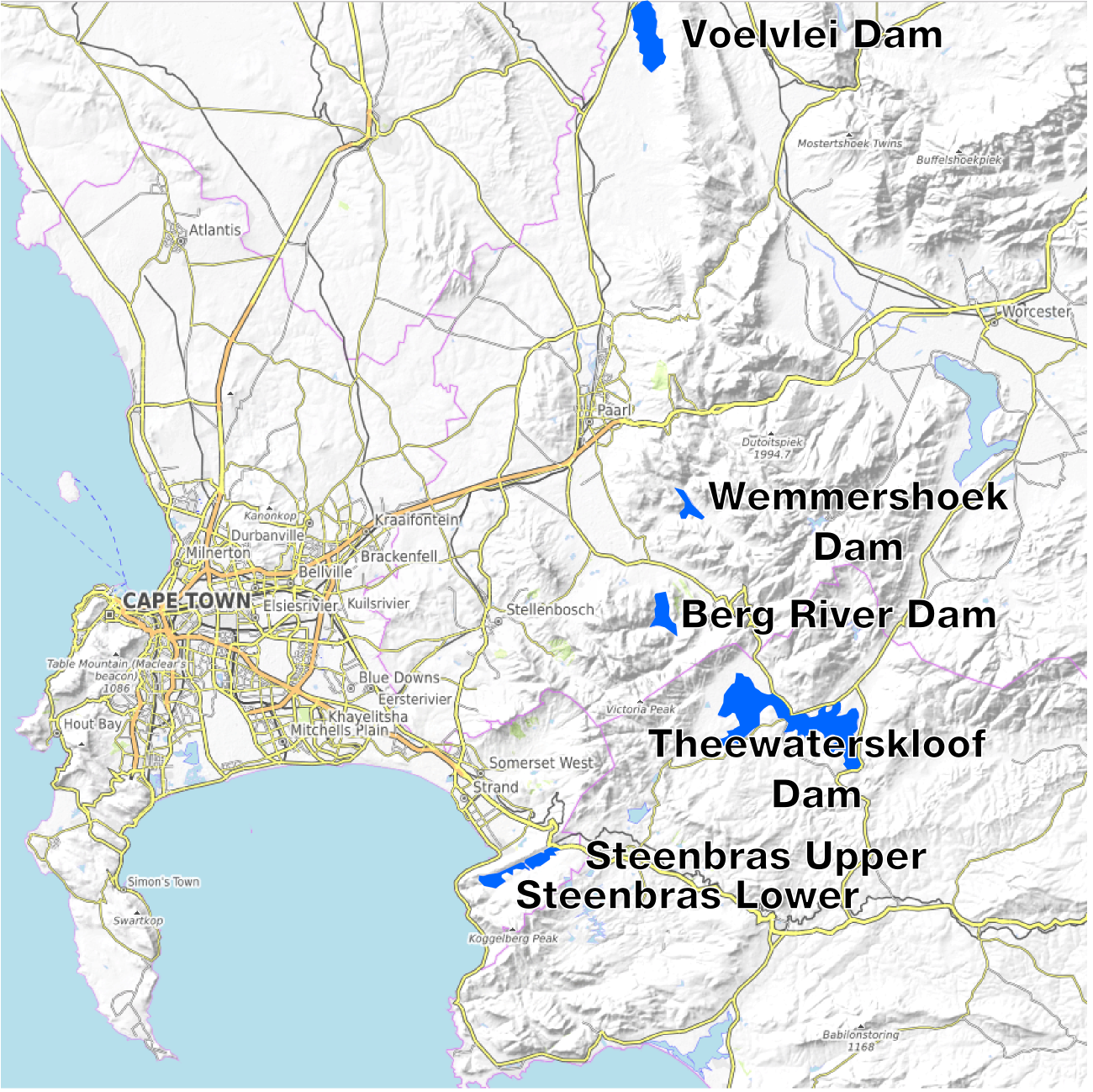
Carte des principaux réservoirs d'eau alimentant le Cap

La crise hydrique au Cap est une sécheresse persistante qui affecte l'ouest de la province du Cap-Occidental en Afrique du Sud depuis 2015, entraînant une grave pénurie d'eau dans la région, affectant notamment la ville du Cap. Au début 2018, la ville a annoncé son plan d'action pour le « jour zéro », soit le jour prévu en avril où le niveau des réservoirs alimentant la ville devait tomber à un seuil critique, faisant du Cap la première grande ville à manquer d'eau. 
Grâce à des mesures d'économie d'eau et à une augmentation de l'approvisionnement, le Cap a réduit sa consommation quotidienne d'eau de plus de la moitié en mars 2018, soit environ 500 millions de litres par jour. En juin 2018, ces économies de consommations et de bonnes pluies en juin ont permis aux réservoirs d'augmenter leur niveau de 43 % et la ville a annoncé qu'une répétition du « jour zéro » était peu probable pour 2019. Les restrictions d'eau devaient rester en place jusqu'à ce que les réservoirs atteignent 85 % de leur capacité. Au 16 juillet 2018, les niveaux avaient atteint 55,1 %.
Le graphique ci-contre montre le déclin du niveau d'eau des réservoirs depuis le début de la crise et l'impact de l'usage limité depuis le début de 2018. Il était prévu qu'à la fin de mai 2018 l'eau atteindrait seulement 12 % de la disponibilité d'avant la crise. Les données ont été traitées par le  Climate Systems Analysis Group.
Les bonnes pluies de 2020 ont finalement mis fin à la sécheresse et à la pénurie d'eau qui en a résulté, le niveau des réservoirs a atteint 95 % de leur capacité.

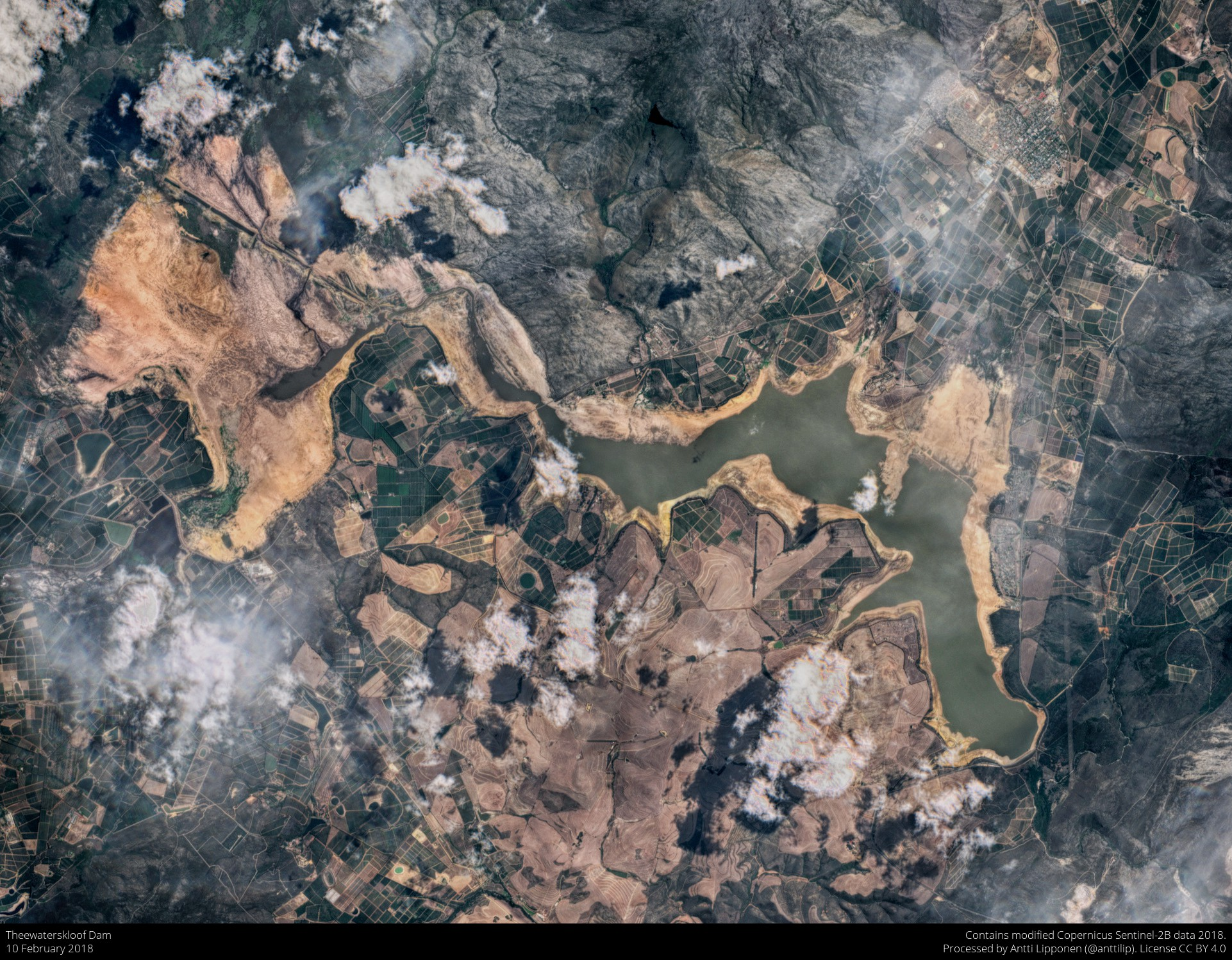
Vue aérienne du réservoir de Theewaterskloof le 12 février 2018, réduit à 12 % de sa capacité